# اولیویه بوملها
اولیویه بوملها (انگلیسی: Olivier Boumelaha؛ زادهٔ ۲۷ مهٔ ۱۹۸۱) بازیکن فوتبال اهل الجزایر است.
از باشگاه‌هایی که در آن بازی کرده‌است می‌توان به باشگاه فوتبال بازل، باشگاه فوتبال لشو دو فوند، باشگاه فوتبال الاتحاد، باشگاه فوتبال سنت گالن، و باشگاه فوتبال الاتحاد کلبا اشاره کرد.